# Slingrevalsen
Slingrevalsen er en dansk film fra 1981, instrueret af Esben Høilund Carlsen efter manuskript af Nils Schou.

## Medvirkende
- Solbjørg Højfeldt
- Ole Ernst
- Claus Nissen
- Ulf Pilgaard
- Lisbet Lundquist
- Ove Sprogøe
- Lene Brøndum
- Puk Schaufuss
- Tommy Kenter
- Karen Marie Løwert
- Bent Warburg
- Esben Høilund Carlsen
- Kurt Dreyer
- Kjeld Løfting